# Wellington Arch

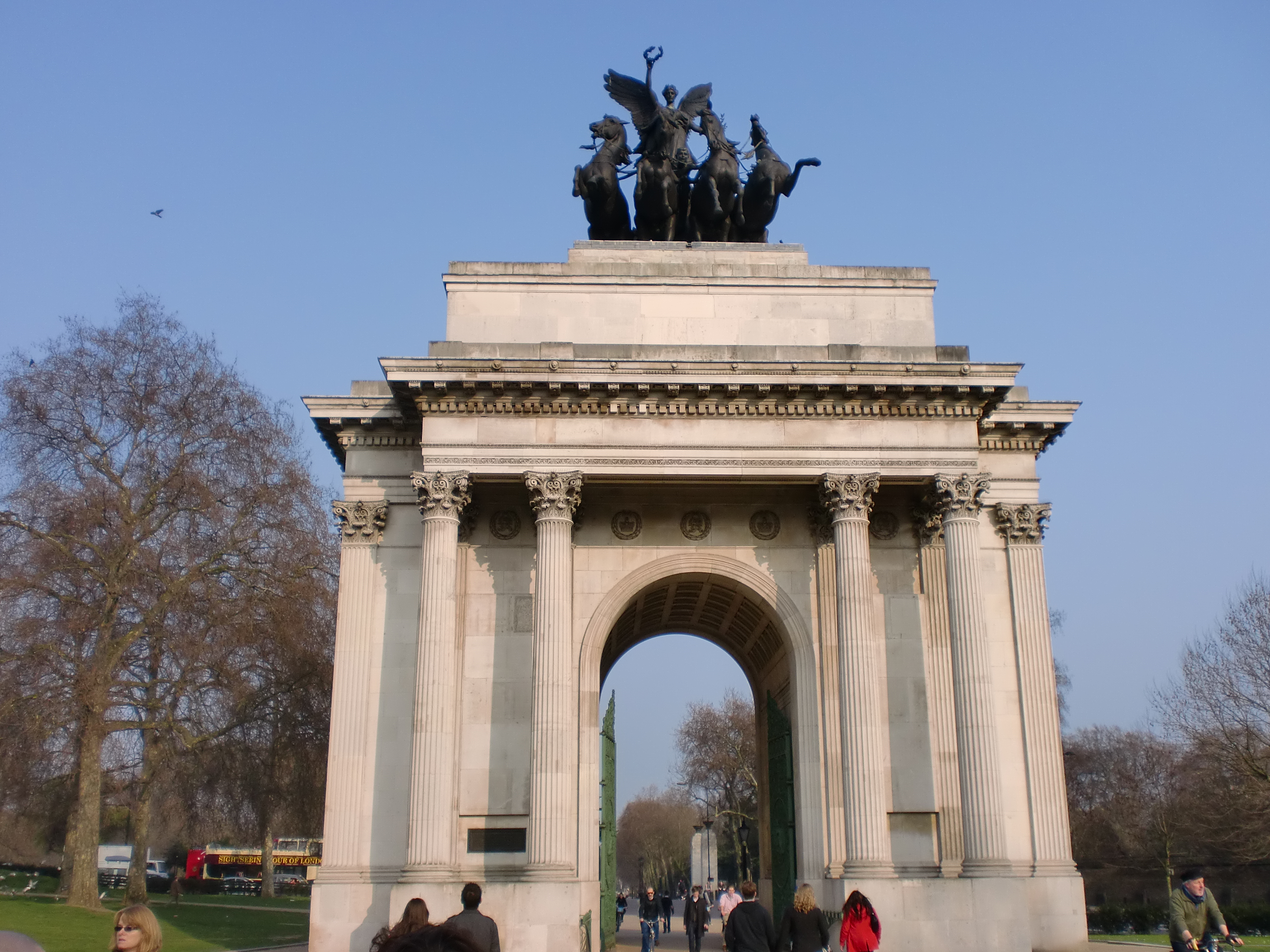
Wellington Arch

El Wellington Arch — literalment arc de Wellington— és un arc de triomf al sud de Hyde Park al centre de Londres. Va ser manat fer pel rei  George IV el 1825 per commemorar les victòries britàniques durant les guerres napoleòniques.
L'arc de Wellington va servir també de porta d'accés cap a Constitution Hill creant així una entrada de prestigi a Londres venint de l'oest.
Conegut igualment sota el nom de Constitution Arch (arc de la Constitució) o a l'origen Green Park Arch (arc del Parc Verd), l'arc de Wellington ha estat construït entre 1826 i 1830 sobre base de plànols de Decimus Burton. A l'època de la construcció, l'arc va ser erigit gairebé de cara a d'Apsley House, en angle recte del seu emplaçament actual.
El 1846, l'arc va ser escollit per acollir una estàtua representant Sir Arthur Wellesley, 1r duc de Wellington, militar i Primer Ministre. L'estàtua eqüestre del duc de Wellington es deu a Matthew Cotes Wyatt i té una alçada de 8,5 metres, la més grossa mai feta fins a aquesta època. Aquesta estàtua va provocar moltes controvèrsies quan es va erigir
Entre 1882 i 1883, l'arc ha estat desplaçat cap al seu indret actual a Hyde Park Corner per permetre la construcció de carrers més amples. És avui al centre d'una gran rotonda.
L'estàtua del duc ha estat desplaçada a Aldershot (Hampshire) i ha estat reemplaçada el 1912 per una grandiosa quadriga en bronze d'Adrien Jones. L'estàtua representa l'Àngel de la Pau que baixa sobre el seu carro de guerra. La cara del conductor del carro que guia la quadriga és un jove noi (el fill de Lord Michelhan, la persona que va finançar l'escultura). Aquesta estàtua és la més grossa estàtua de bronze d'Europa.